# Waldo Leyva

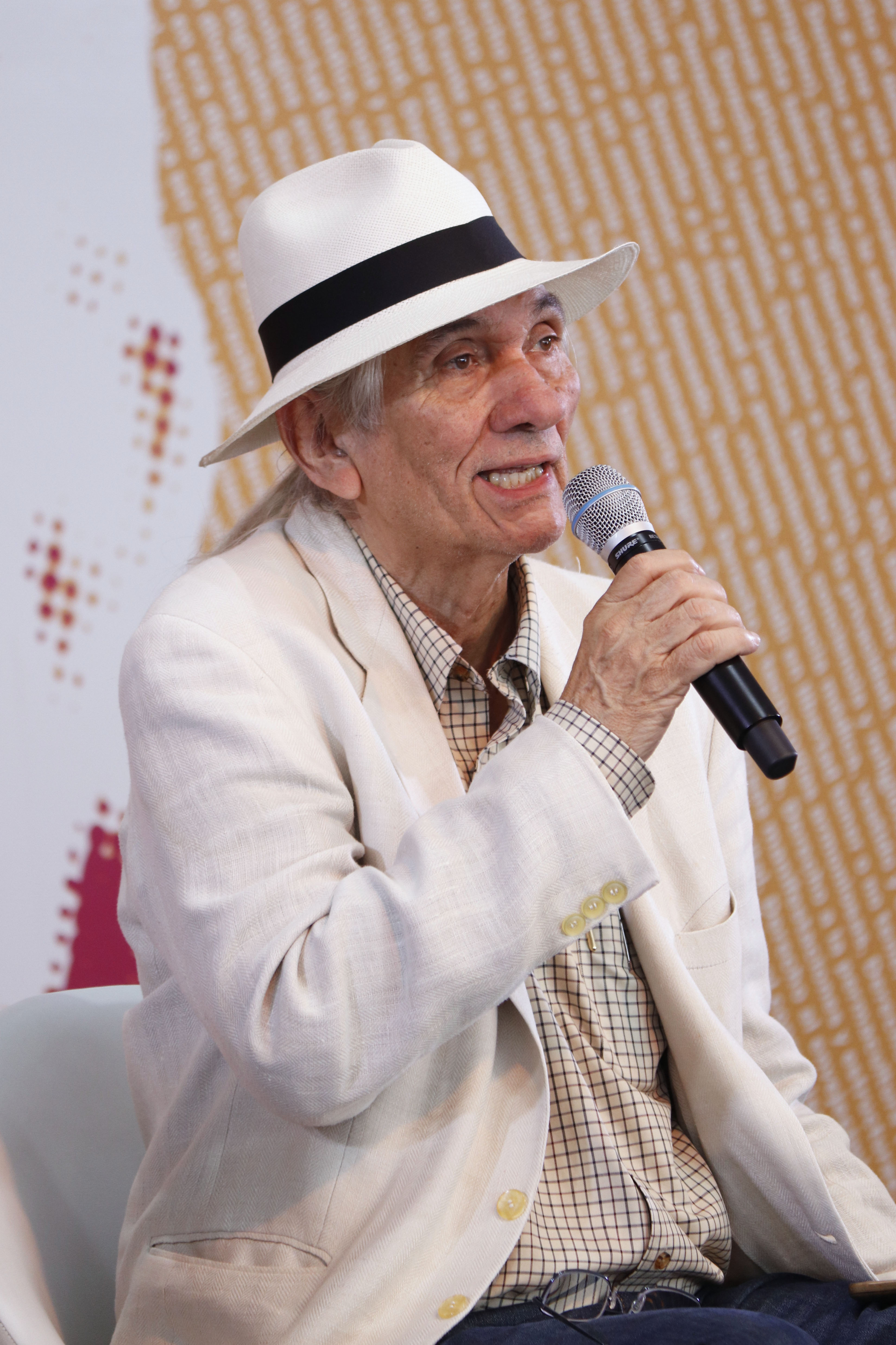
Waldo Leyva en una lectura de su obra en 2018.

Waldo Leyva (Remates de Ariosa, 1943) es un escritor, periodista y poeta cubano. Sus obras han sido traducidas al portugués.
A pesar de que su primer título salió publicado en 1974, era uno de los poetas más conocidos en Cuba. Ejerció la docencia como profesor de Estética y de Literatura Cubana e Hispanoamericana.
Fue fundador y director de varias revistas, Del Caribe y Letras Cubanas, por citar algunas.
Con su obra El rumbo de los días ganó en el 2010 el X Premio Casa de América de Poesía Americana  y el premio Internacional de Poesía Víctor Valera Mora del Centro de Estudios Latinoamericanos Rómulo Gallegos (CELARG), de Venezuela, le fue otorgado en 2012 por su antología Cuando el cristal no reproduce el rostro.

## Obras
- De la ciudad y los héroes (1974)
- Desde el Este de Angola (1976)
- Con mucha piel de gente (1983)
- El polvo de los caminos (1984)
- El rasguño de la piedra (1995)
- Breve antología del tiempo (2008)
- Asonancia del tiempo (2009)
- El rumbo de los días (2010)
- Cuando el cristal no reproduce el rostro (2012)

## Premios
- X Premio Casa de América de Poesía americana (2010)
- Premio Internacional de Poesía Víctor Valera Mora (Venezuela, 2012)[1]